# Avenue Henri-Martin
Pour la gare du RER C, voir Gare de l'avenue Henri-Martin.
L'avenue Henri-Martin est une voie du 16e arrondissement de Paris, en France.

## Situation et accès
L'avenue Henri-Martin est une voie publique située dans le 16e arrondissement de Paris. Elle débute au 77, rue de la Pompe et se termine au 77, boulevard Lannes et place de Colombie. Elle mesure 663 mètres de long et sa largeur est de 40 mètres.
Une piste cavalière sablée permettait aux cavaliers d'aller au Bois depuis l'École militaire, jusqu'à la fin des années 1970. Elle a été transformée en place de stationnements résidentiels. Une piste cyclable protégée a été mise en place au milieu de la voie mais, faute d'achèvement, débouche sur la porte de la Muette et sur sa circulation dense et rapide de manière inattendue pour les usagers non prévenus.
Le terre-plein central de l'avenue porte le nom d'allée Pierre-Christian-Taittinger depuis 2011.
La mairie du 16e arrondissement est au no 71.
L’avenue est desservie par la ligne 9 du métro de Paris à la station Rue de la Pompe et par la ligne C du RER, à la gare de l'avenue Henri-Martin.

## Origine du nom

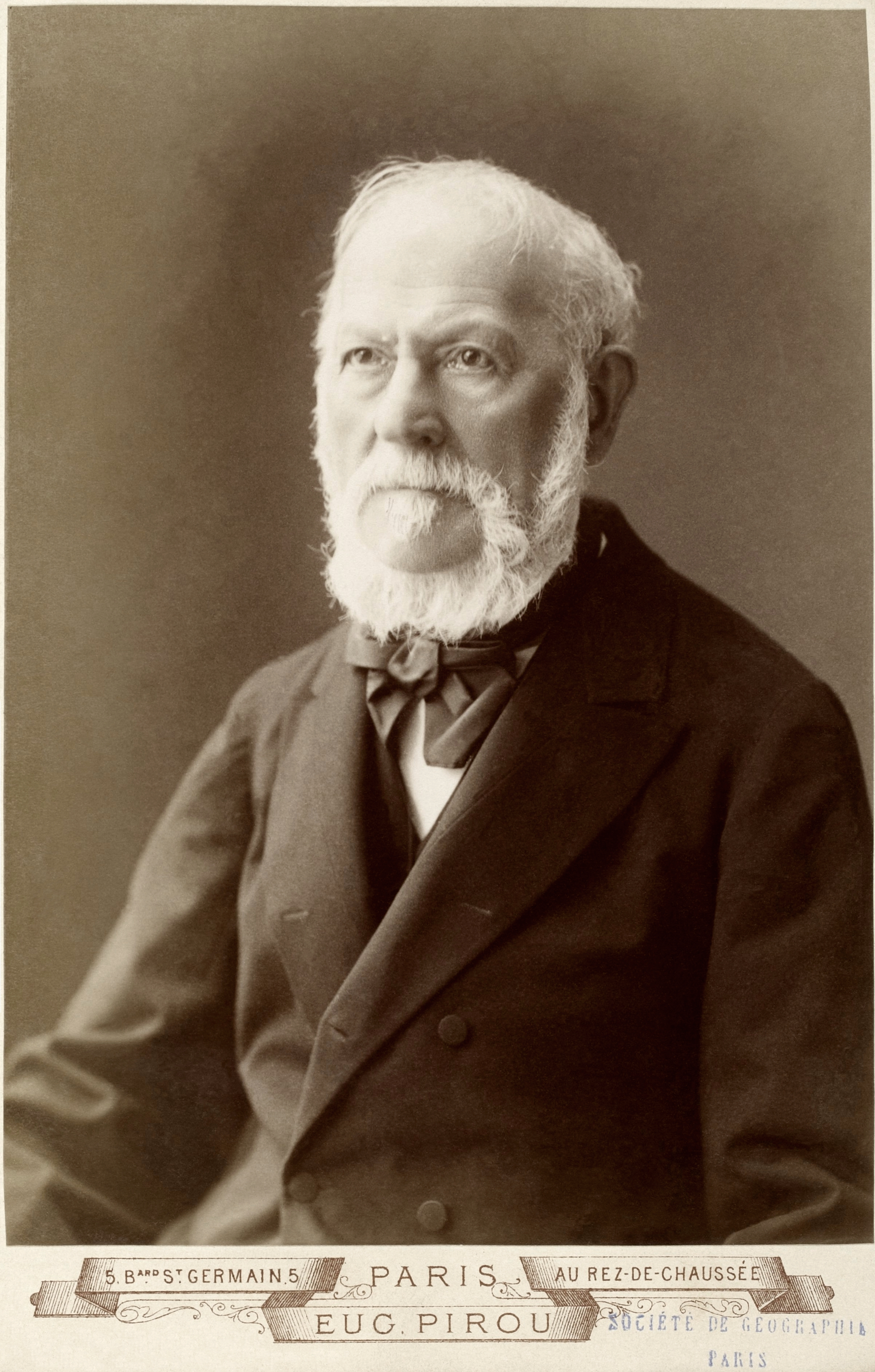
Henri Martin, historien.

L’avenue tient son nom d’Henri Martin (1810-1883), historien français, maire du 16e arrondissement.

## Historique
L’avenue est tracée de 1862 à 1868 sous la direction de l’ingénieur Adolphe Alphand. Les travaux d'ouverture produisent de chaque côté de la voie des déblais pouvant atteindre jusqu’à 10 mètres de hauteur. 
Le 14 juillet 1860, la décision, prise par le jury d’expropriation au nom de la Ville de Paris, impose une zone non ædificandi de 10 mètres en arrière de l’alignement. Elle doit être cultivée en parterres d’agrément. Elle est bordée d’une grille de clôture réglementaire. Les maisons, dont les façades sont parallèles à l’axe de la voie, sont à l’usage exclusif d’habitation, ce qui exclut tout commerce ou industrie.
Initialement dénommée « avenue de l’Empereur » (dont elle ne constitue alors qu’une partie, l’autre étant l’actuelle avenue du Président-Wilson), elle prend en 1877 le nom d’ « avenue du Trocadéro » puis reçoit par décret, le 3 décembre 1885, sa dénomination actuelle. La partie comprise entre la place du Trocadéro et la rue de la Pompe prend le nom d’« avenue Jean-Chiappe » en 1941, puis le nom d’« avenue Georges-Mandel » en 1945. La partie située au débouché du boulevard Flandrin est nommée « place Tattegrain » en 1955.
Le 6 avril 1919, une importante manifestation de protestation à la suite de l’acquittement du meurtrier de l’homme politique Jean Jaurès (1859-1914) se déroule sur l’avenue. Plusieurs dizaines de milliers de personnes (30 000 selon les uns, 300 000 selon les autres) défilent, drapeaux rouges déployés, de la place du Trocadéro au square Lamartine, où a été installé provisoirement un buste de l’homme politique.

## Bâtiments remarquables et lieux de mémoire
Une partie de l'avenue ayant été renommée dans les années 1940 (voir supra), la numérotation de l'actuelle avenue commence au no 58 pour les chiffres pairs et au no 71 pour les chiffres impairs. (Pour les numéros inférieurs, voir l'article Avenue Georges-Mandel.)
- Entre le no 70 et le no 72, se trouve le square Lamartine[7].
- No 72 (et 4, square Lamartine) : immeuble de 1922 construit par l’architecte Charles Labro[8]. En 1925, dans un appartement situé au 3e étage, le vol d’un million de bijoux est commis au préjudice d’une riche réfugiée russe. Une femme de chambre est soupçonnée, suspectée d’avoir agi pour le compte de « l’organisation secrète des soviets »[9].
- No 78 bis : l'homme politique espagnol Juan Negrín y vit de 1947 jusqu'à sa mort, en 1956.

Éléments architecturaux
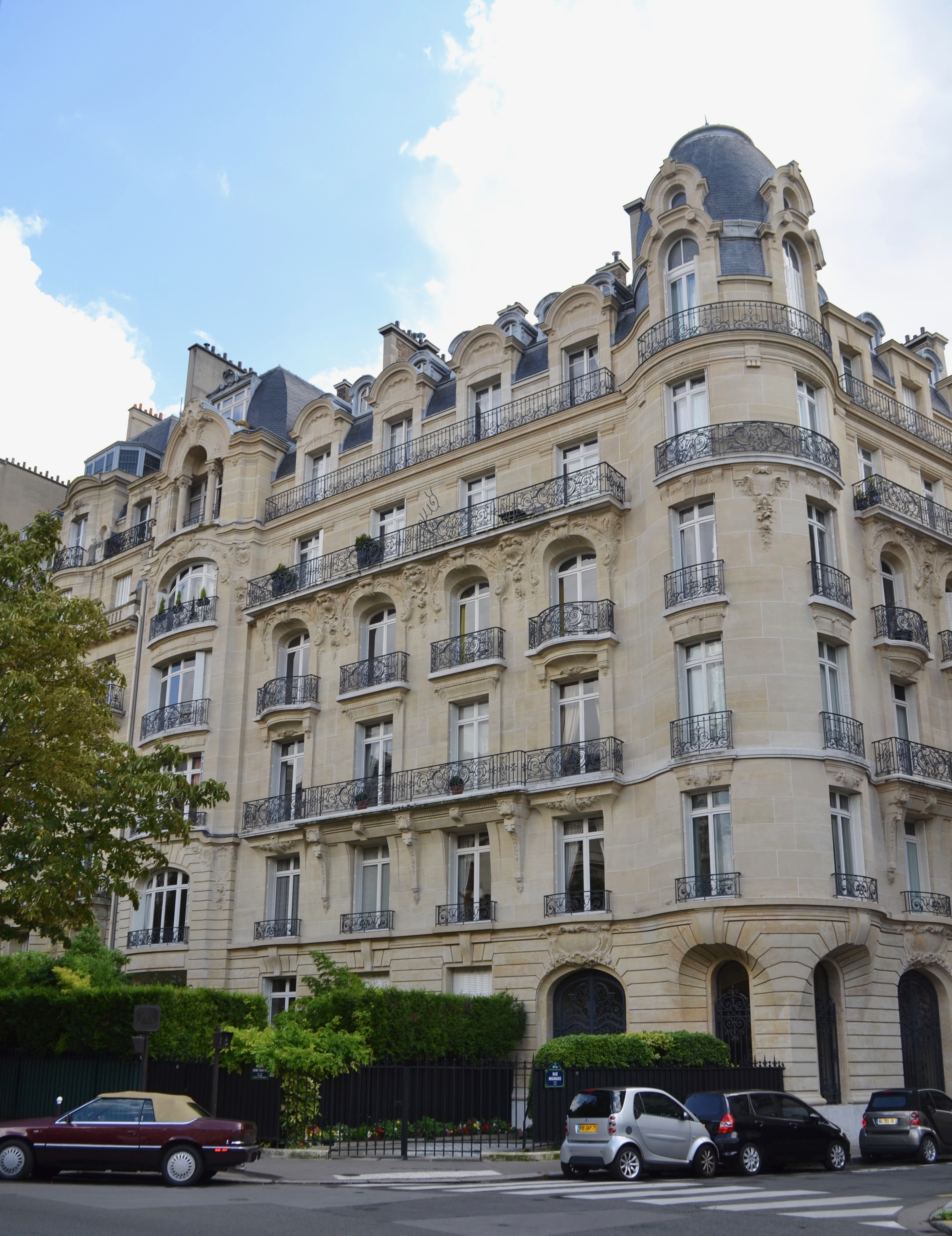
No 83.
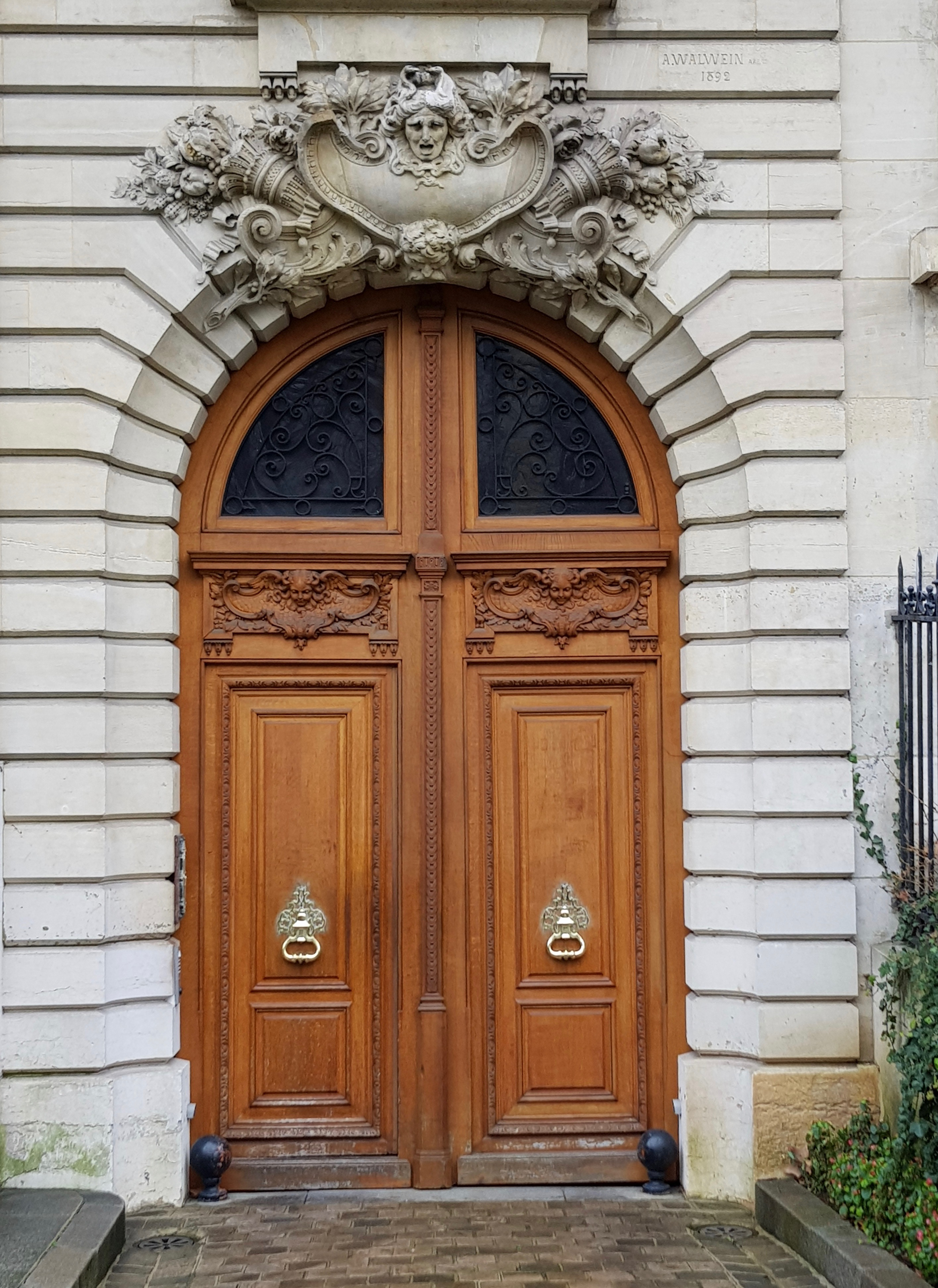
Entrée du no 87.
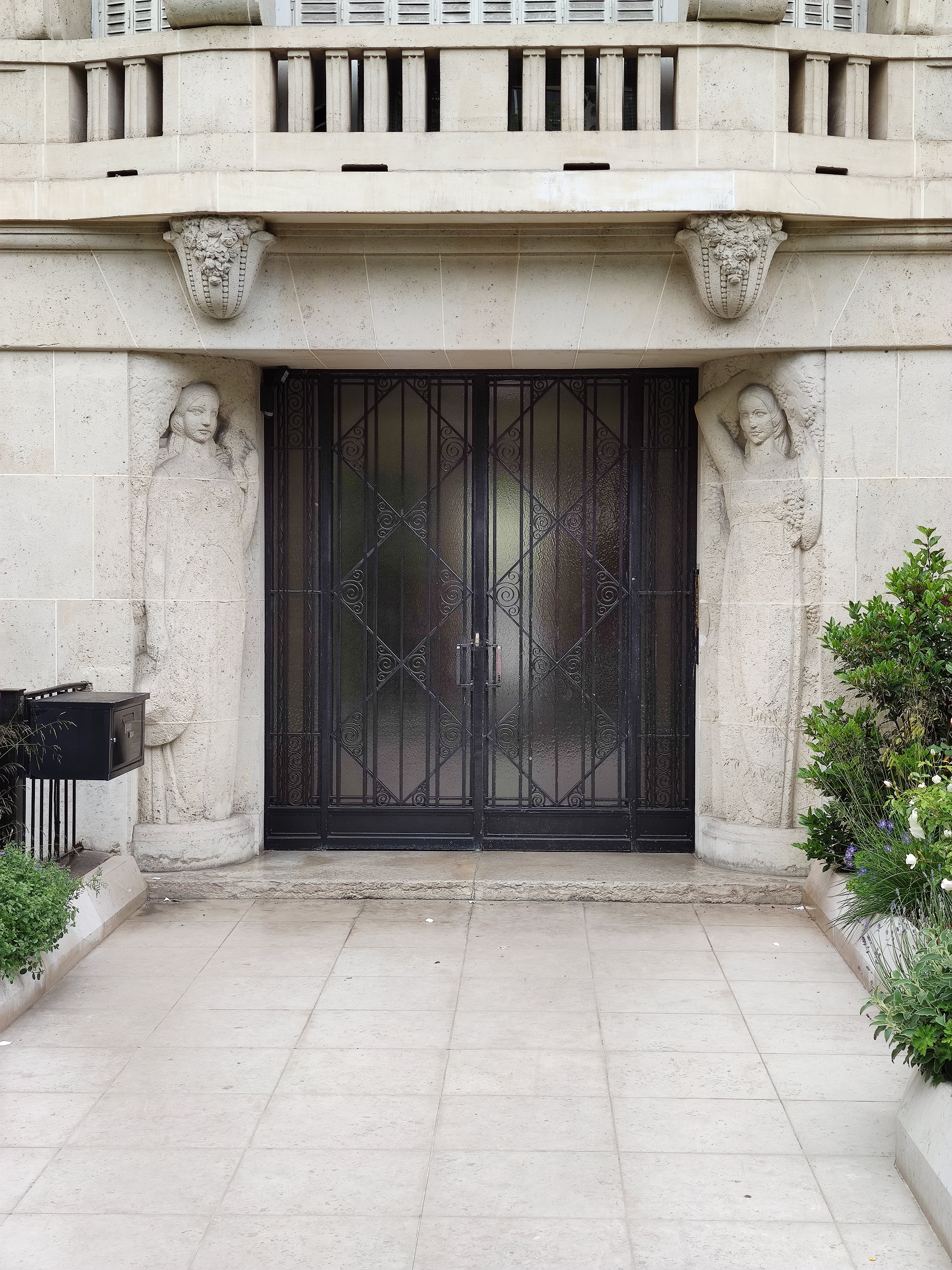
Entrée du no 90.
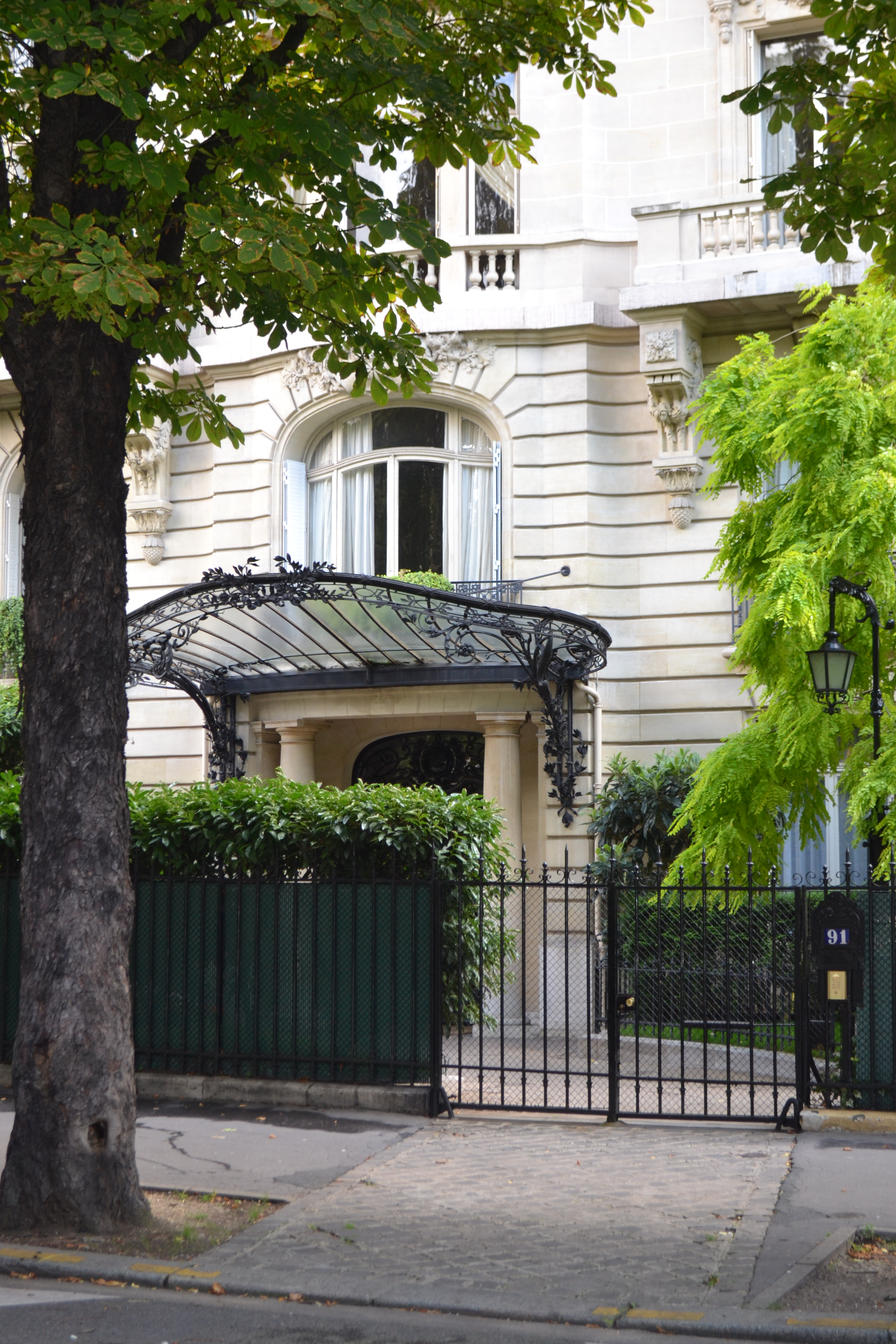
No 91.
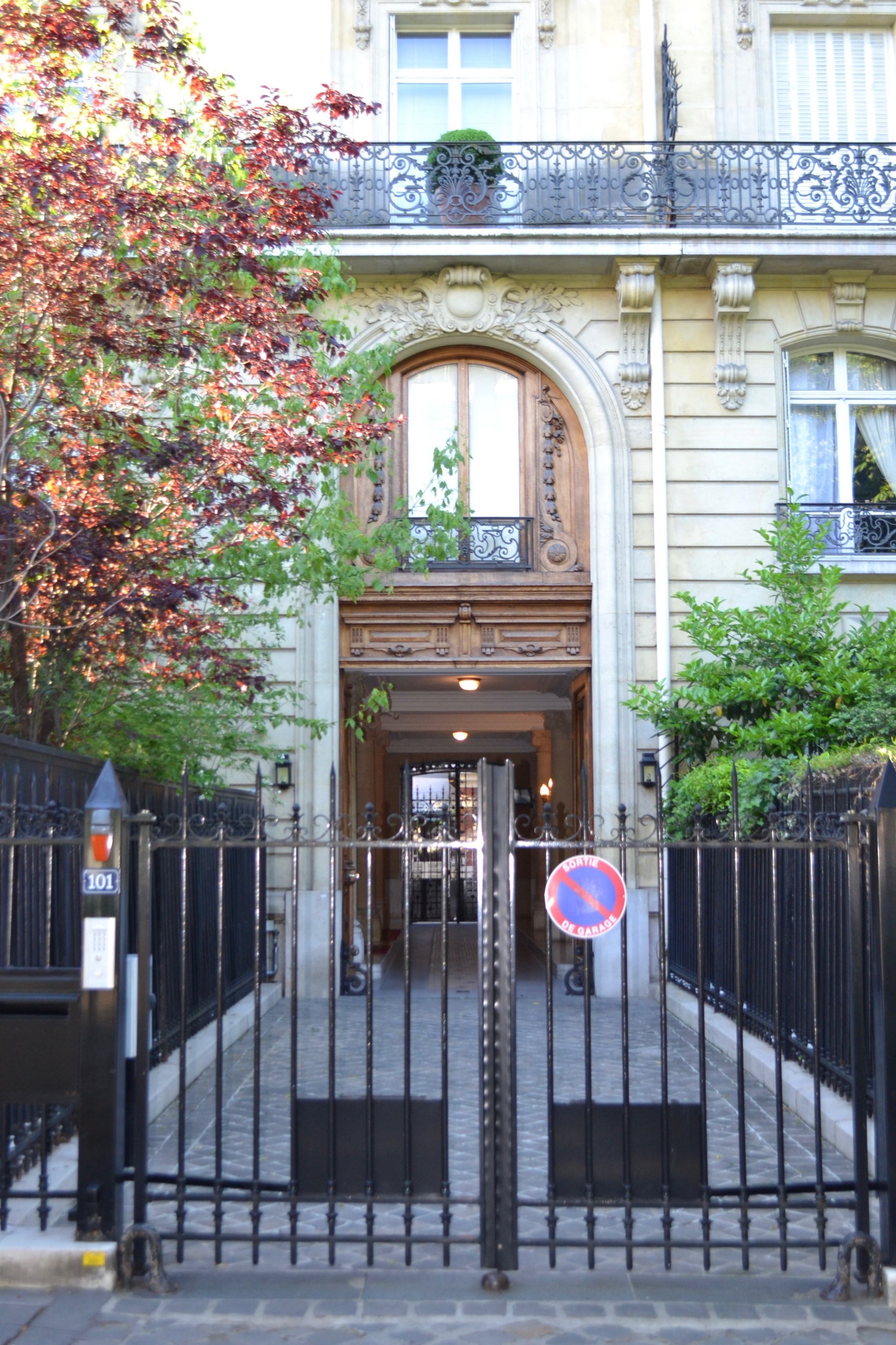
No 101.
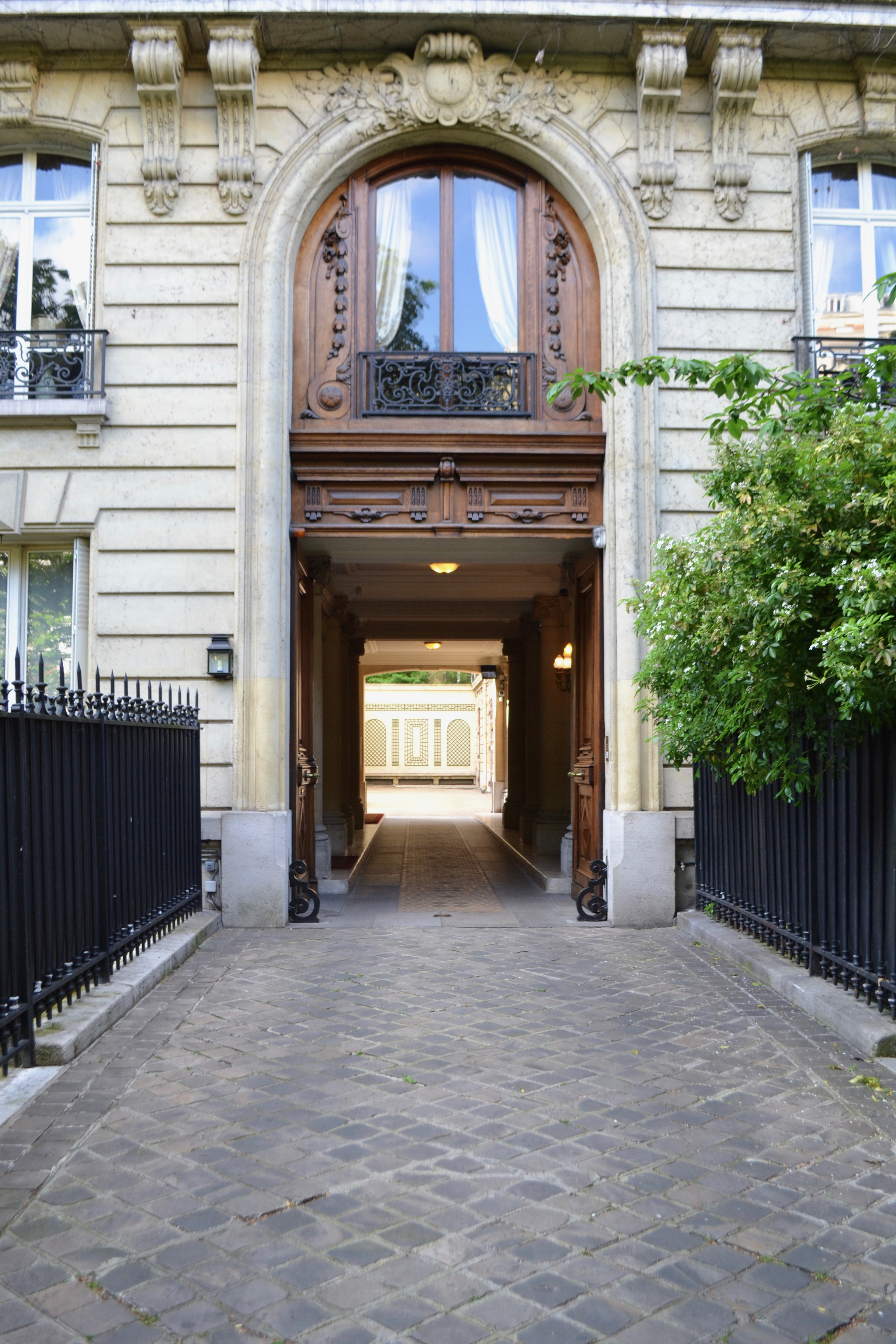
No 109.
No 115.

- No 83 : immeuble de 1908, propriété de Léon Chagnaud, construit par l'architecte Charles Stoullig, primé au Concours de façades de la Ville de Paris en 1909[10]. La disposition des pièces de l’appartement du premier étage, donnant sur l’avenue, était la suivante, de gauche à droite sur la photo ci-dessus[11] : grand salon, petit salon, 1re chambre ou billard, cabinet de toilette, 2e chambre, 3e chambre (l’appartement comptait 5 chambres au total). La cuisine, l’office et la « salle des gens » se trouvaient côté cour. Le banquier Robert Cahen d'Anvers (1871-1933) y habite jusqu'en 1922[12].
- No 84 : immeuble de 1992, construit par les architectes Pierre-Paul Heckly et Guy Prache[13].
- No 87 : immeuble de 1892 réalisé par l'architecte Albert Walwein.
- No 90 : immeuble de style Art déco construit en 1927 par l’architecte Charles Labro[14].
- No 91 : immeuble de sept étages construit en 1911 par les architectes Gustave Umbdenstock et Ernest Picard. Lauréat du concours de façades de la Ville de Paris de 1912, l’immeuble est notamment remarquable par son impressionnante marquise. La diva australienne Nellie Melba (1861-1931), en l’honneur de laquelle a été créée la recette de la pêche Melba, a résidé[15] dans l'immeuble antérieur vers 1890. En juillet 2017, une manifestation d’opposants djiboutiens a eu lieu devant l’immeuble, domicile parisien du président de la république de Djibouti Ismaël Omar Guelleh, y dénonçant un bien mal acquis[16]. Le président djiboutien y occupe un appartement, qui lui sert de résidence lors de ses séjours à Paris, acheté en 2002 pour la somme de 2,25 millions d'euros[17].
- No 101 : immeuble de 1891 ; architecte : Alfred Fasquelle. Dans les années 1920, Jean-Guy Bernard et Jacqueline Bernard, futurs résistants, y résident durant leur enfance[18]. En 1935, alors que le futur président de la République Valéry Giscard d’Estaing entre au lycée Janson-de-Sailly, sa famille emménage à cette adresse[19]. Ce numéro abrite les bureaux de l'Abwehr[20] pendant la Seconde Guerre mondiale.
- No 103 : la marquise de Crussol y tient salon le mercredi, dans l'entre-deux-guerres[21]. S'y retrouvent de grands noms de la littérature[22] et de la politique, de gauche comme de droite[23].
- No 107-113 : groupe d'immeubles situés à l'emplacement de la villa où mourut Alphonse de Lamartine (1790-1869), le 28 février 1869 (plaque apposée sur la façade du no 111 en 1912). À ce niveau de l'actuelle avenue se trouvait en effet un chalet doté d'un jardin, concédé par la ville en 1859 à l'écrivain, sa femme et sa nièce, chanoinesse de Césiat. En 1879, cette dernière rétrocède à la municipalité son droit de jouissance sur la propriété en échange d'une rente viagère de 12 000 francs. La ville de Paris la vend ensuite à un spéculateur pour 478 000 francs, qui fait démolir le chalet et lotir le site. Trois immeubles sont construits, dont, au no 107, un hôtel particulier pour les frères galeristes Josse et Gaston Berheim. La chanoinesse de Césiat y meurt en 1894[1].
Entre 1859 et 1898, on comptait également, à hauteur de l'actuel no 109, une des entrées du jardin fleuriste de la Muette[1].
Le 24 février 1982, devant le no 113, un militant du groupe terroriste d’extrême gauche Action directe est interpellé, alors qu’il se trouve en compagnie de deux autres individus à proximité d’une voiture stationnée devant l’immeuble. Dans le véhicule, qui se révèlera volé, les policiers vont trouver plusieurs armes, dont une mitraillette[24].
- No 109 : la romancière et poétesse Anna de Noailles a résidé à cette adresse dans les années 1900, avant de déménager rue Scheffer en 1910 ; elle y a accouché de son unique enfant, Anne-Jules de Noailles (1900-1979)[25]. De nos jours y est installée l'ambassade du Bangladesh en France.
- No 115 : immeuble-îlot Art déco de 1931, de style « paquebot »[26], entre l'avenue Henri-Martin et les rues Octave-Feuillet, de Franqueville et Georges-Leygues ; architecte : Michel Roux-Spitz[14].

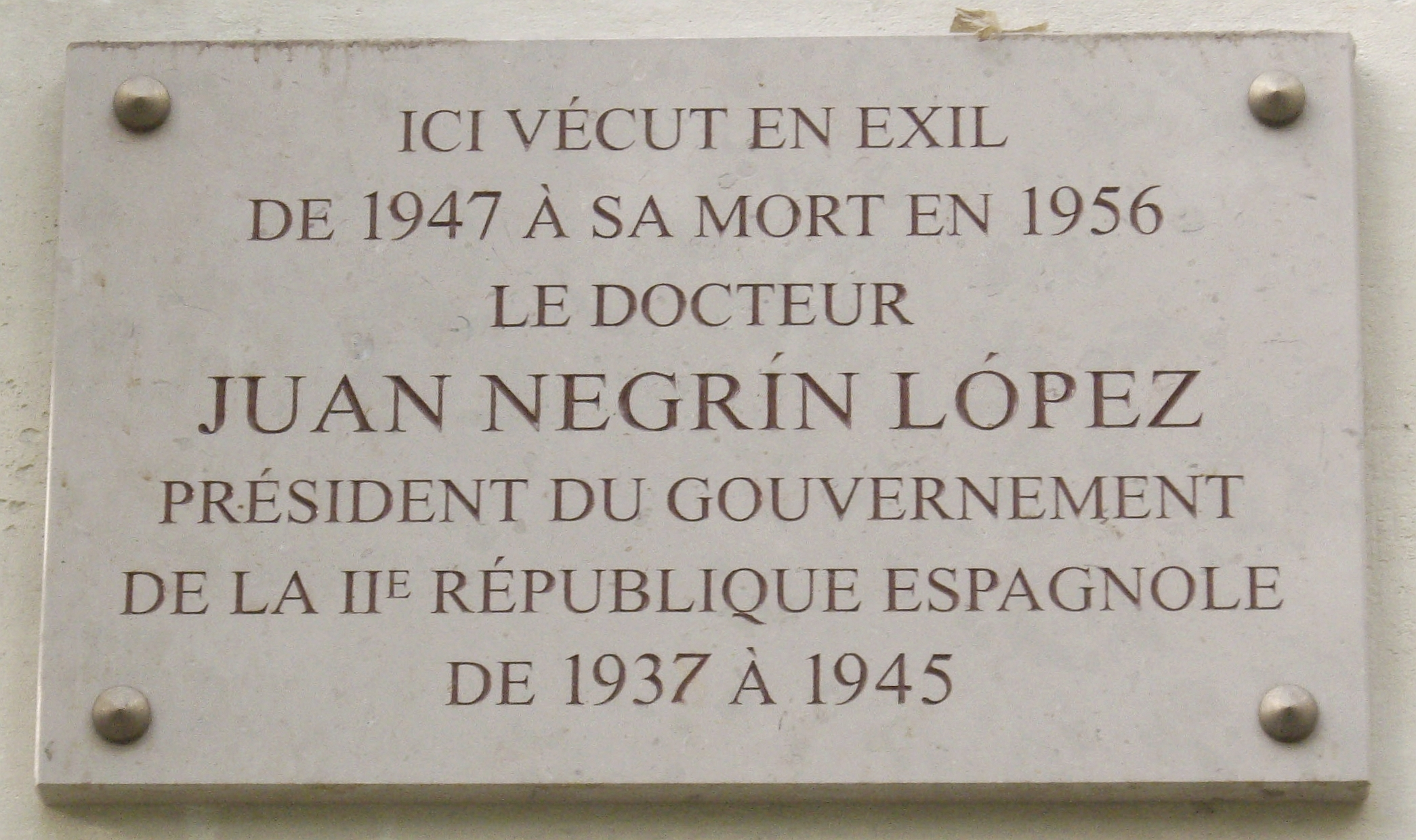
Plaque au no 78 bis.
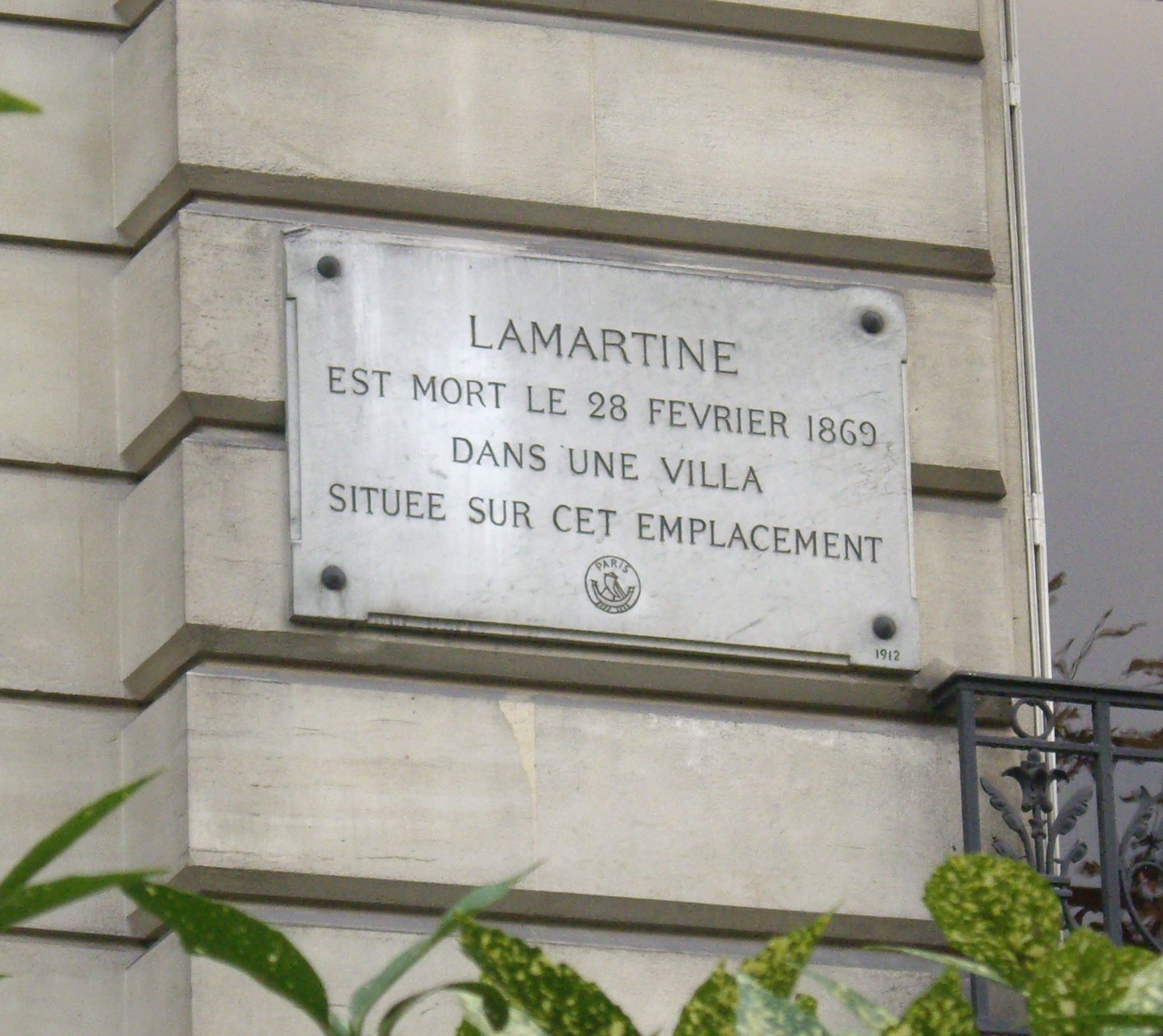
Plaque au no 109.
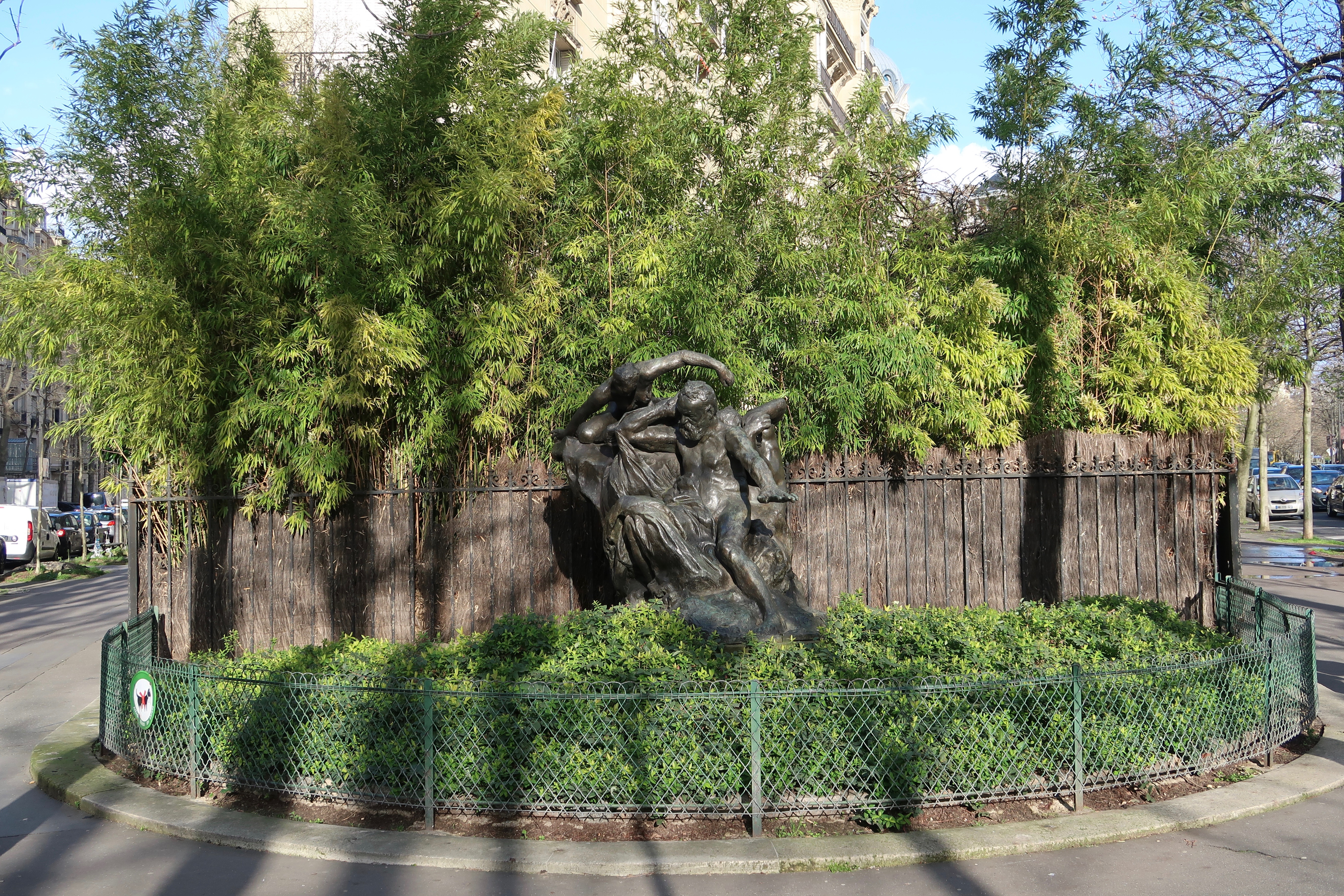
Statue d'Auguste Rodin située à l'angle avec l'avenue Victor-Hugo : Victor Hugo et les Muses (1909)[27] ; elle est inaugurée en 1964. Une autre version se trouve au musée Rodin[28],[Note 1].

### Bâtiments démolis
- No 115 : hôtel particulier de Honoré Cornudet des Chaumettes, député de Seine-et-Oise, démoli en 1928. De 1914 à 1919, pendant la Première Guerre mondiale, il abrite l’hôpital auxiliaire no 287, qui compte 40 lits, une salle d’opérations, une chambre d’isolement pour les malades difficiles, un dépôt mortuaire avec une petite chapelle... Les salons de l’hôtel, dits rouge et noir, sont transformés en dortoirs pour les soldats blessés, qui peuvent se promener dans les jardins et dans le bois de Boulogne tout proche[29].

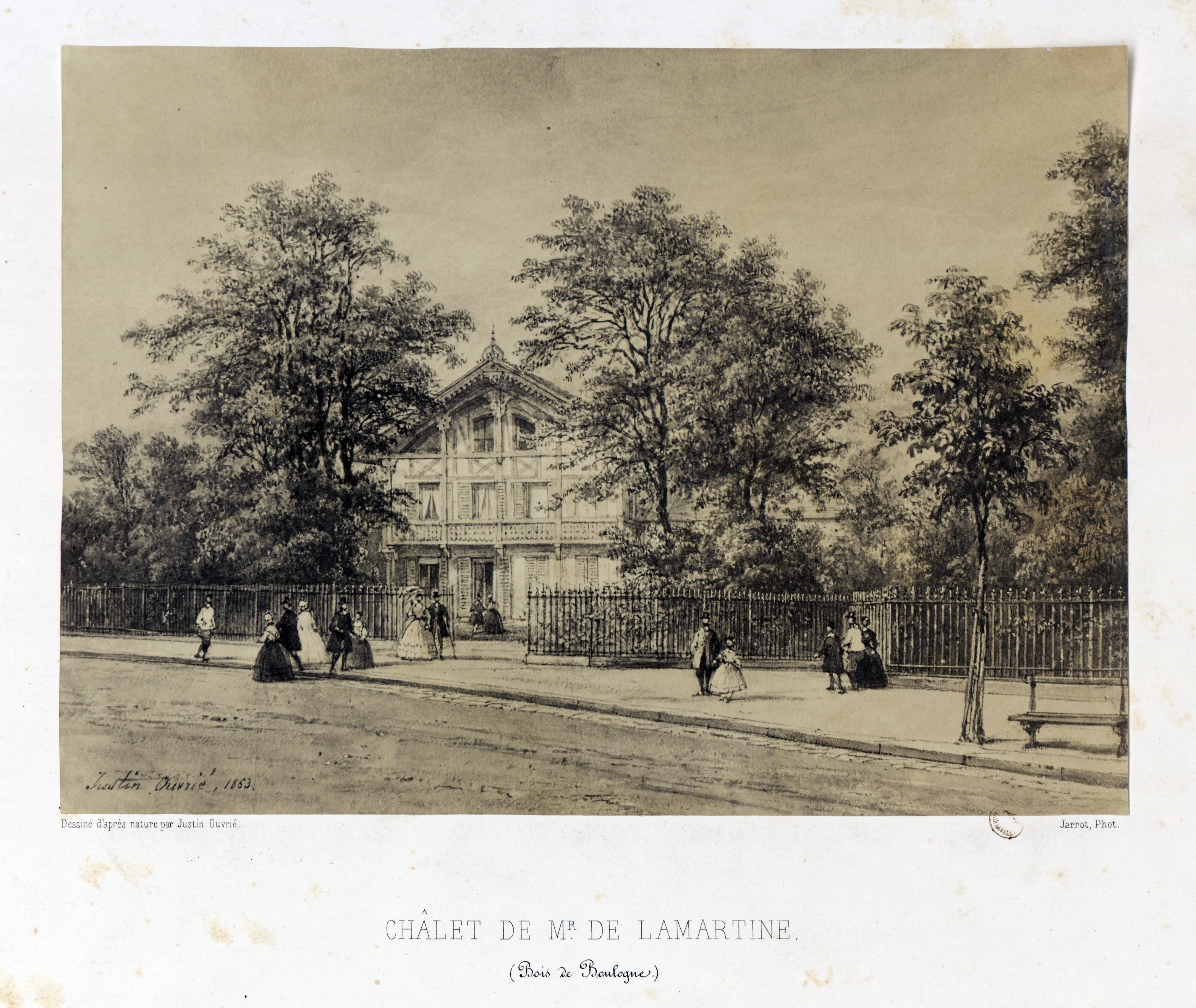
Chalet de Lamartine, dessin de Pierre Justin Ouvrié (1853).

- No 135 (correspondant aux actuels nos 107-113) : chalet où mourut le poète Alphonse de Lamartine en 1869. L’un des biographes de l’écrivain en donne la description suivante :

« Tout au bout de l’avenue d'Eylau, en face de la jonction de cette voie avec l’avenue de l’Empereur, derrière une grille masquée de lierre, se montre un long chalet à un étage, où des briques rouges remplissent une charpente de larges solives de bois assemblées en rectangle.
Cette maison est plantée de travers, regardant obliquement les deux routes, et de façon qu’une chambre à coucher du premier étage regarde la partie de l’avenue de l’Empereur qui s’éloigne de Paris. »

## Aspects culturels notables

### Dans la littérature
- 101, avenue Henri-Martin est un roman de Régine Deforges paru en 1983, deuxième volet de l’œuvre commencée avec La Bicyclette bleue.

### Dans les jeux de société
- L'avenue Henri-Martin est la case ayant la fréquence de visite la plus élevée de toutes les cases du Monopoly[31],[32].